# Station Sirkeci

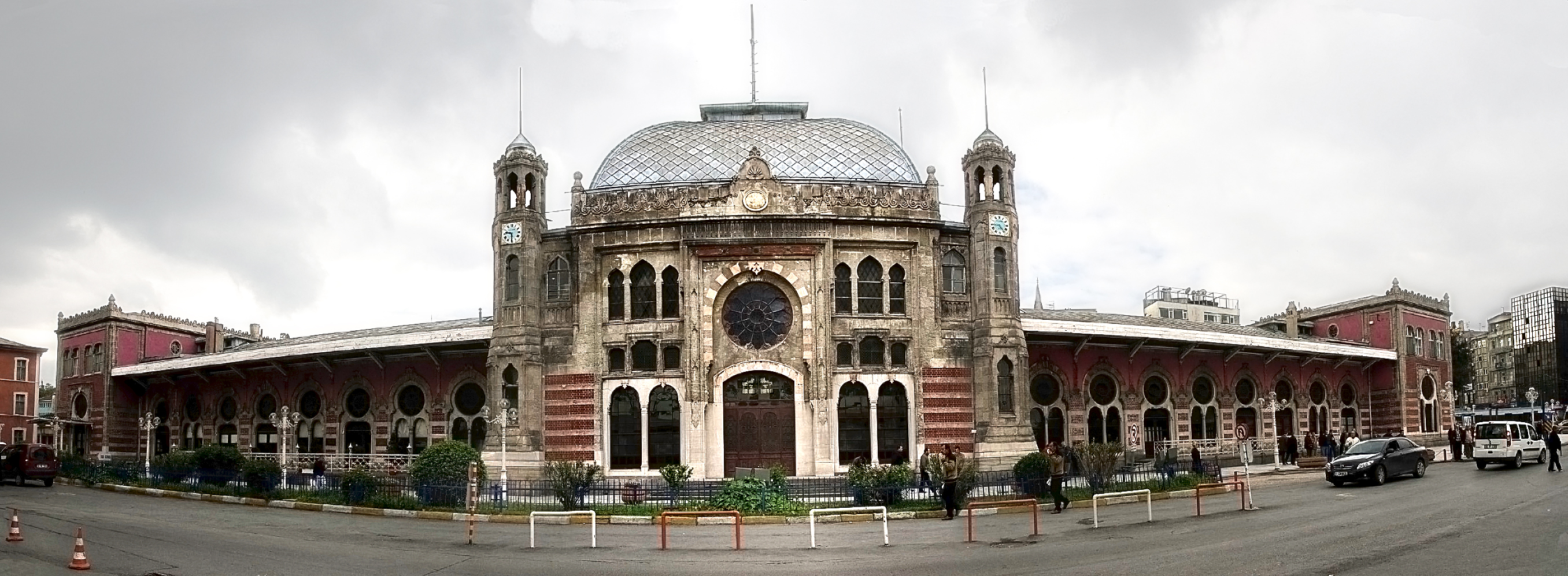
Station Sirkeci

Station Sirkeci (Turks: Sirkeci garı of İstanbul Sirkeci Terminal) is een spoorweg-eindstation in het Europese gedeelte van de Turkse stad Istanbul, op de landpunt bij de uitmonding van de Gouden Hoorn in de Bosporus. Het ligt in het district Eminönü, vlak naast het Gülhanepark en het Topkapıpaleis. Na een decennium buiten gebruik te zijn geweest, doet het sinds 2024 dienst voor lightrail.

## Geschiedenis
Het station werd op 27 juli 1872 geopend door de private spoorwegmaatschappij Chemins de fer Orientaux. Vanaf 1890 fungeerde het als eindstation van de Oriënt-Express, die sinds 1889 tot in het toenmalige Constantinopel reed.
Met de opening van de Marmaray-spoortunnel onder de Bosporus verloor dit station zijn bestaansrecht grotendeels in 2013; treinreizigers hoefden immers niet meer over te stappen op de veerboot naar station Haydarpaşa aan de Aziatische zijde van Istanboel. De functie van overstapstation is nu overgenomen door station Halkalı, dat hemelsbreed achttien kilometer westelijker ligt.
Onder het oude station werd in oktober 2013 een ondergronds station geopend, met een enkel eilandperron en twee sporen op de Marmaray-lijn. In het oude gebouw kwam een klein spoorwegmuseum.

### Lightrail
In 2024 werden het station en de bovengrondse sporen opnieuw in gebruik genomen, nu voor lightrail naar Kazlıçeşme, een voorstad van Istanbul. De lijn wordt echter aangeduid als T6, tramlijn 6. Het is geen project van Istanbul, maar van het Ministerie van transport en infrastructuur, waardoor het formeel niet tot de metro van Istanbul behoort. De vernieuwde lijn werd op 26 februari 2024 in gebruik genomen door president Erdoğan.

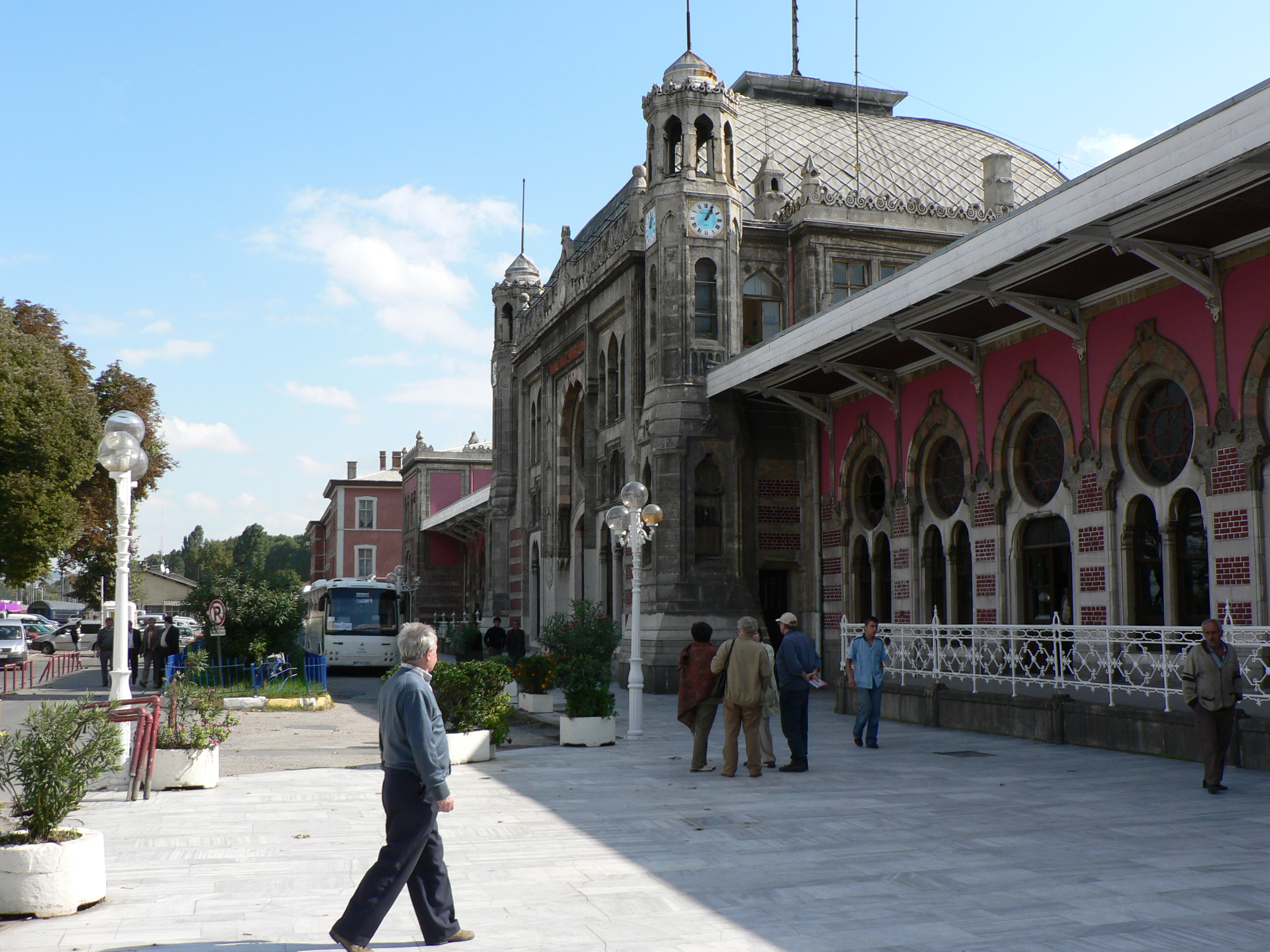
Zijzicht, 2006
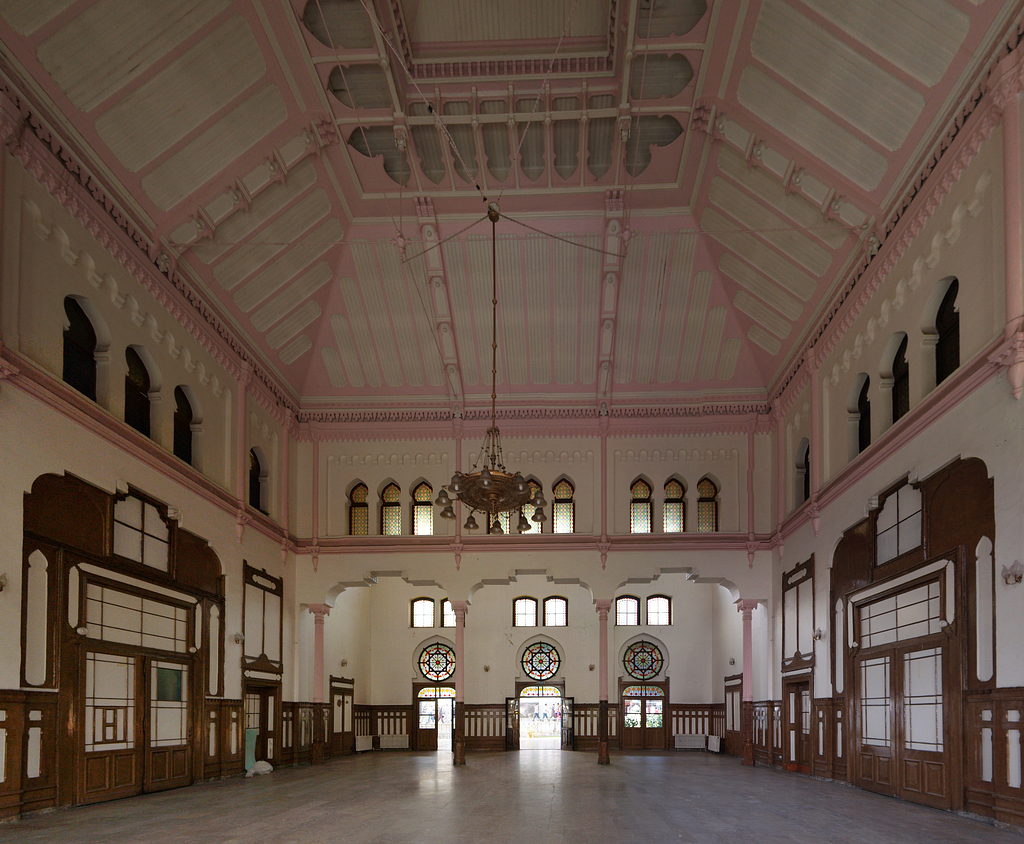
Binnenaanzicht, 2010
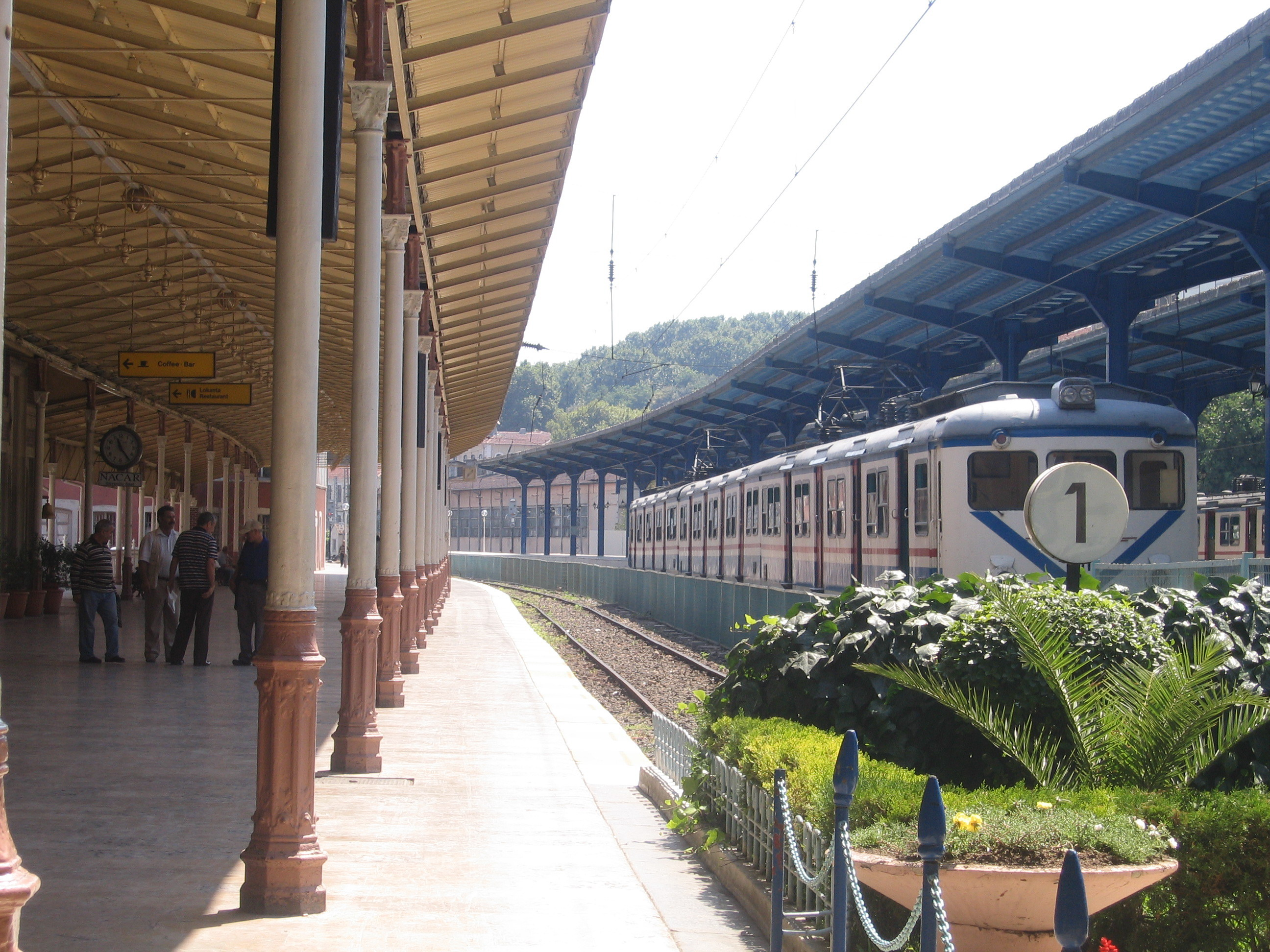
Sporen en perrons, 2006
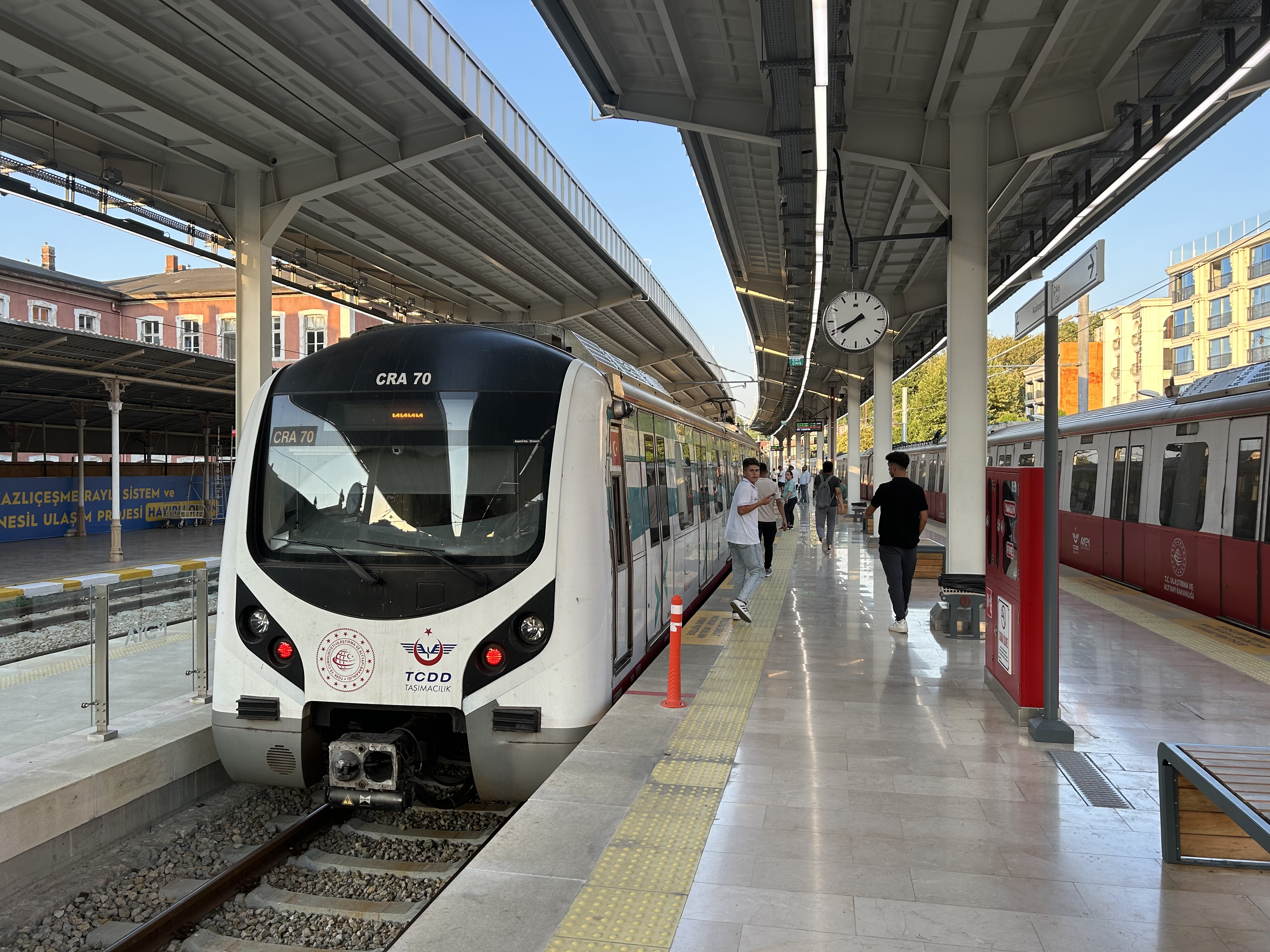
Lightrail aan het perron, 2024